# 国际大地测量学与地球物理学联合会
国际大地测量学与地球物理学联合会（International Union of Geodesy and Geophysics，简称IUGG）是一家致力于使用大地测量学和地球物理学研究地球的非政府组织，是国际科学理事会(ICSU)所属的二十个联合会之一。1919年7月28日成立于比利时布鲁塞尔。目前 IUGG 有8个国际性协会和3个委员会，它们分别是：
- 国际冰冻圈科学协会（英语：International Association of Cryospheric Sciences） (IACS)
- 国际大地测量协会（英语：International Association of Geodesy） (IAG)
- 国际地磁学与高空科学协会（英语：International Association of Geomagnetism and Aeronomy） (IAGA)
- 国际水文科学协会（英语：International Association of Hydrological Sciences） (IAHS)
- 国际气象学与大气科学协会 (IAMAS)
- 国际海洋物理科学协会 (IAPSO)
- 国际地震学与地球内部物理学协会 (IASPEI)
- 国际火山学与地球内部化学协会 (IAVCEI)
- 地球物理危险性与可持续发展委员会 (GeoRisk)
- 数学地球物理学委员会 (CMG)
- 深地球内部研究委员会 (SEDI)